# Pachymatisma geodiformis
Pachymatisma geodiformis är en svampdjursart som beskrevs av van Soest och Stentoft 1988. Pachymatisma geodiformis ingår i släktet Pachymatisma och familjen Geodiidae.
Artens utbredningsområde är havet kring Barbados. Inga underarter finns listade i Catalogue of Life.